# Rivière Moustique
Rivière Moustique är ett vattendrag i Guadeloupe (Frankrike). Det ligger i den nordvästra delen av Guadeloupe, 40 km norr om huvudstaden Basse-Terre.